# Pommiers, Aisne

Pommiers este o comună în departamentul Aisne din nordul Franței. În 1 ianuarie 2022 avea o populație de 738 de locuitori.